# Enduser
Enduser är pseudonymen för den amerikanska breakcoreartisten Lynn Standafer. Han har bland annat gett ut albumen Run War, Calling the Vultures och Pushing Back.